# Юзенів Михайло
Юзенів Михайло (19 грудня 1921, с. Рибники, нині Тернопільський район, Тернопільська область — 10 травня 1994, США) — український громадський діяч, пластун.

## З життєпису
Закінчив торговельну школу в місті Бережани.
Під час 2-ї світової війни переїхав до Німеччини, де студіював економіку в УВУ; діяльний у Пласті, співзасновник СУМ.
Еміґрував до США. У місті Нью-Йорк — зв'язковий і виховник у куренях ім. І. Мазепи, Є. Коновальця і кн. Святослава Завойовника.
Голова товариств «Самопоміч» та «Бережанська Земля», допомагав збирати матеріали для 2-го тому кн. «Бережанська Земля».
Нагороджений Срібним орденом святого Юрія.
Дружина - Олександра з дому Савина.